# Estrada Bydgoska
Estrada Bydgoska – impresaryjna instytucja kultury zajmująca się organizacją imprez rozrywkowych, istniejąca w latach 1957–1998 w Bydgoszczy. 

## Historia
Instytucja została założona w 1957 r. początkowo jako delegatura Przedsiębiorstwa Imprez Estradowych w Gdańsku, a od listopada 1958 r. jako samodzielna Wojewódzka Agencja Imprez Estradowych w Bydgoszczy. W 1963 r. przyjęła nazwę „Estrada Bydgoska”, a jej siedzibą były zabytkowe spichrze nad Brdą.
Była to instytucja kulturalna działająca na zasadach impresaryjnych, której zadaniem była organizacja i koordynacja imprez o tematyce rozrywkowej. Tworzyły je przede wszystkim programy muzyczne: składanki estradowe, recitale znanych piosenkarzy, koncerty grup muzycznych, pokazy mody, imprezy edukacyjne dla młodzieży, a także masowe imprezy plenerowe z okazji rocznic branżowych i państwowych. W okresie największej prosperity w latach 70. XX w. Estrada Bydgoska organizowała na terenie województw: bydgoskiego, toruńskiego i włocławskiego – ponad 200 imprez rocznie, w których uczestniczyło ponad 500 tys. widzów. Koncerty w Bydgoszczy odbywały się zwykle w hali „Astoria” lub amfiteatrze „Zawiszy”.
Pod auspicjami „Estrady” występowały w Bydgoszczy gwiazdy festiwali w: Opolu, Sopocie, Kołobrzegu i Zielonej Górze, piosenkarze z krajów socjalistycznych, a także wielu wybitnych artystów piosenki, kabaretu i teatru. W instytucji zatrudnienie znajdowali także miejscowi muzycy, śpiewacy, piosenkarze, tancerze i iluzjoniści, angażowani do jednorazowych programów lub dłuższych tras estradowych. 
Artyści występujący pod egidą „Estrady” popisywali się najczęściej we własnym repertuarze, ale zdarzały się też przedstawienia premierowe. W ramach instytucji pracowała m.in. operetkowa „Bydgoska Komedia Muzyczna” pod kierunkiem Józefa Szurki, grupa „Awans” Stanisława Fiałkowskiego, zespół gitar hawajskich „Marimba” Jana Ławrusiewicza, grupa „Jan Wojdak i Wawele”, Teatr Rozrywki, "Iwona Niedzielska i Arianie", grupa Scena Lektur Szkolnych (od 1982 r.) Estrada zatrudniała sekcję rytmiczną, zapewniającą akompaniament solistom. Kierownikami tych sekcji byli m.in. tacy artyści, jak: Andrzej Gwozdecki, Ryszard Knieć, Jan Drzewiecki, Andrzej Mroczyński, Bogdan Ciesielski. 
Dyrektorami naczelnymi „Estrady” byli m.in.: Czesław Piekarczyk, Zbigniew Mossakowski, Zdzisław Dudziński, Zygmunt Bobrowski, Krzysztof Mąkol, a dyrektorami artystycznymi: Alicja Weber, Teresa Wądzińska, Lucyna Ćwiklik-Kaczmarek. 
W latach 90 XX w. prywatne agencje koncertowe wyparły stopniowo „Estradę Bydgoską” z rynku imprez rozrywkowych. W rezultacie ogłoszono stan upadłości, a w biurach „Estrady” urządzono wystawę pamiątek eksponowanych przez Muzeum Okręgowe.